# Rigoberto Monteiro
Rigoberto Monteiro ist ein osttimoresischer Journalist und Menschenrechtler.
1999 arbeitete Monteiro bei der Zeitung „Vox Populi“ der RENETIL mit, die vor dem Unabhängigkeitsreferendum in Osttimor die Unabhängigkeitsbefürworter vertrat.
Von 2020 bis 2023 war Monteiro Exekutivdirektor des osttimoresischen Presserats.
Am 7. Juni 2023 wurde Monteiro zum stellvertretenden Ombudsmann für Good Governance des Provedoria dos Direitos Humanos e Justiça (PDHJ) vereidigt. Er folgte damit José Telo Soares Cristóvão.